# 克洛德·布卡尔
克洛德·布卡尔（法語：Claude Bourquard，1937年3月5日—），法国男子击剑运动员。他曾代表法国参加1964年和1968年夏季奥林匹克运动会击剑比赛，其中1964年奥运会获得一枚铜牌。